# 宗像拓郎
宗像 拓郎（むねかた たくろう、1983年12月11日 - ）は、日本の俳優・殺陣師である。日本大学芸術学部映画学科演技コース卒業。殺陣師・サムライ ソードパフォーマーー

## プロフィール
- 血液型：B型
- 身長：175cm
- 体重：65kg
- 特技：殺陣、剣道、空手、ソフトテニス、バレーボール
- 趣味：漫画、ゲーム、将棋、ペットと遊ぶこと

## 来歴・人物
武・舞・演に精通する殺陣師。
日本大学芸術学部映画学科へ入学し、演技コースを専攻。在学中には殺陣同志会に入会。
殺陣による舞台・ステージ・ツアー等にも参加し、パフォーマンスの基礎を身に着けた。
｢関係性」にこだわった演技を体得、オーディエンスに伝える事を習得する。
29歳で独立しパフォーマンスチーム【コラボレーションユニットことのは】を結成。
和の精神を伝える事を目的に、【武・舞・演】それぞれを統合・特化させる事ができるハイレベルな幅広い殺陣作品と他芸とのコラボ作品を研究した。
浅草公会堂・函館（五稜郭）・旭川（東川キトウシ森林公園）・根室（ニ・ホ・ロ）のホテルや高齢者施設等でも実演。
中でもツアー会社とのコラボリング企画で、
学生への芸術鑑賞体験にも力を入れ、千葉県柏の麗澤大学での学生に向け、演技と殺陣体験を提供。学生に対し日本文化の体験を行った。
さらに、国後島の島民であった祖父よりの縁で、北方四島とロシアとの交流に対する一つのコンテンツとして殺陣披露。
現地に住むロシアの方々との文化交流に貢献をした。
各活動を評価され、終戦の日・靖国神社での奉納演舞を行う。英霊への感謝と、日本の今を考えるきっかけを作った。
現在も武・舞・演すべてを含め、
指導・パフォーパンスや、応用力に優れた殺陣師として活動している。